# Bisetocreagris que
Espèce
Bisetocreagris que est une espèce de pseudoscorpions de la famille des Neobisiidae.

## Distribution
Cette espèce est endémique du Guizhou en Chine. Elle se rencontre dans le xian de Sandu dans la grotte  Yanggong.

## Description
Le mâle holotype mesure 3,53 mm, le mâle paratype 3,68 mm et la femelle paratype 3,69 mm.

## Systématique et taxinomie
Cette espèce a été décrite par Feng, Zhang et Chen en 2023.

## Publication originale
- Feng, Zhang & Chen, 2023 : « Cave-dwelling Neobisiidae in South China Karst, with descriptions of twelve new species of Bisetocreagris (Pseudoscorpiones, Neobisiidae) from Guizhou Province. » Zootaxa, no 5395(1), p. 1-77.